# Bedri Greca
Bedri Greca (ur. 23 października 1990 w Tiranie) – albański piłkarz.